# René Bougnol
René Bougnol   (Montpeller, 7 de gener de 1911 - Montpeller, 20 de juny de 1956) va ser un tirador d'esgrima francès, especialista en floret, que va competir durant les dècades de 1930, 1940 i 1950.
El 1932 va prendre part en els Jocs Olímpics de Los Angeles, on disputà dues proves del programa d'esgrima. Guanyà la medalla d'or en la competició de floret per equips, mentre en la prova individual fou vuitè. Quatre anys més tard, als Jocs de Berlín, guanyà la medalla de plata en la competició de floret per equips. Un cop finalitzada la Segona Guerra Mundial, tornà a la competició. El 1948, als Jocs de Londres, guanyà la medalla d'or en la competició de floret per equips, mentre en la prova individual fou cinquè. La seva quarta i darrera participació en uns Jocs fou el 1952, a Hèlsinki, on sense sort, disputà les dues proves d'espasa del programa d'esgrima.
En el seu palmarès també destaquen dotze medalles al Campionat del Món d'esgrima, tres d'or i nou de plata.